# Blaster (Star Wars)

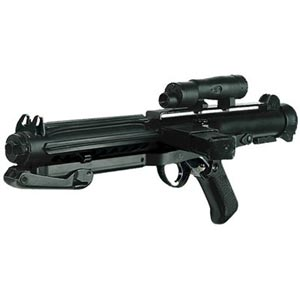
Standardní puška E-11 používaná Imperiálními Stormtroopery

Blaster je střelná zbraň z fiktivního světa Star Wars. Může vypadat podobně jako pistole nebo puška, střílí energetické paprsky. Užívají ji jak kloni, tak Droidi.